# Dry Awarua (rivière)
La rivière Dry Awarua  (anglais : Dry Awarua  River ) est un cours d’eau du nord  du Fiordland dans le district de Southland, dans la région du Southland, dans l’Île du Sud de la Nouvelle-Zélande.

## Géographie
Elle prend  naissance dans la chaîne de « McKenzie Range » et s’écoule vers le sud  puis vers l’ouest jusqu’au «lagon de Waiuna (en)».
Le lagon se déverse ensuite dans le fleuve Awarua , qui s’écoule dans la  Big Bay du Southland (en), aussi connu sous l’étiquette de «Awarua Bay». Le chemin de randonnée nommée “Pyke - Big Bay”  traverse la rivière “Dry Awarua River” .